# Reservatório do Carvalho
Reservatório do Carvalho é um ponto histórico e turístico localizado no município paranaense de Piraquara, no início da Serra do Mar, em pleno Parque Estadual Pico do Marumbi, e ali se encontra a principal nascente do Rio Iguaçu.
Construído no século XIX e inaugurado em 1908, o reservatório constitui o primeiro sistema de abastecimento de água da capital paranaense. Por não possuir motores elétricos, que para a época de sua inauguração era um artigo raro, utilizava o efeito "gravidade" para levar água ao centro de Curitiba.
O Reservatório funcionou até a década de 1940 e atualmente é administrado pelo Prefeitura de Piraquara, o Instituto Ambiental do Paraná e a Companhia de Saneamento do Paraná e é aberto a visitação pública para a divulgação das suas construções históricas (a barragens e seus encanamentos e sistemas), do Santuário de São Francisco e das trilhas existentes no local (trilhas do Salto, da Estrada do Carvalho e da Chaminé).